# Michał Krasenkow
Michał Władimirowicz Krasenkow, ros. Михаил Владимирович Красенков (ur. 14 listopada 1963 w Moskwie) – polski szachista i trener szachowy (FIDE Senior Trainer od 2012) pochodzenia rosyjskiego, arcymistrz od 1989 roku.

## Życiorys
Z wykształcenia inżynier matematyk. Pierwsze znaczące sukcesy osiągnął w ZSRR (m.in. mistrz Gruzji 1987). Do Polski wyemigrował w 1992; od 1996 posiada polskie obywatelstwo i reprezentuje Polskę na arenie międzynarodowej. Dwukrotny mistrz Polski (w roku 2000 i 2002), trzykrotny wicemistrz (1997, 2001, 2004). Zdobył 14 złotych medali w drużynowych mistrzostwach Polski: w barwach drużyn Stilon Gorzów Wielkopolski (1991, 1993, 1994, 1995, 1997, 1998) i Polonia Plus GSM Warszawa (1999, 2000, 2001, 2002, 2003, 2004, 2005, 2009). Zwycięzca Klubowego Pucharu Europy (1997, w składzie rosyjskiej drużyny Ładia Azow) oraz srebrny medalista (2001, 2003 i 2005, w składzie Polonii Plus GSM Warszawa, 2008 w składzie OSC Baden-Baden).
Wielokrotnie reprezentował Polskę w rozgrywkach drużynowych, m.in. pięciokrotnie na olimpiadach szachowych (w latach 1996, 1998, 2000, 2002, 2004) oraz czterokrotnie na drużynowych mistrzostwach Europy (w latach 1997, 1999, 2001, 2003), na których indywidualnie zdobył cztery medale: w 1997 – srebrny za wynik rankingowy i brązowy na I szachownicy oraz w 1999 – srebrny na I szachownicy i brązowy za wynik rankingowy.
Trener i autor wielu artykułów o tematyce szachowej oraz autor trzech książek szachowych wydanych w języku angielskim. W roku 2000 jako pierwszy z Polaków przekroczył poziom 2700 punktów rankingowych, uzyskując w lipcu i październiku 2702 punkty i zajmując 10. miejsce w klasyfikacji światowej.

## Starty w mistrzostwach świata systemem pucharowym
Uczestniczył we wszystkich pięciu pucharowych turniejach o mistrzostwo świata FIDE:
- 1997 – awans do V rundy (ćwierćfinału), w której przegrał z Nigelem Shortem
- 1999 – awans do III rundy, w której przegrał z Wadimem Zwiagincewem
- 2000 – awans do II rundy, w której przegrał z Bartłomiejem Macieją
- 2001 – porażka w I rundzie z Symbatem Lyputianem
- 2004 – awans do IV rundy, w której przegrał z Wladimirem Hakopianem

Puchar Świata w szachach 2021 - awans do III rundy.

## Najważniejsze sukcesy w turniejach międzynarodowych
- Budapeszt 1989 – I-II
- Wiedeń 1990 – I-VI
- Gausdal 1991 – I-II
- Moskwa 1992, memoriał Tala – I-III
- Katowice 1992 – I-II
- Metz 1993 – I-III
- Pardubice 1993 – I-V
- Las Palmas 1993 – I-II
- Hastings 1993/94 – II
- Pardubice 1994 – I-II
- Sztokholm, Rilton Cup 1994/95 – I
- Polanica-Zdrój, memoriał Akiby Rubinsteina 1995 – II
- Sztokholm, Rilton Cup 1995/96 – I
- Asti 1996 – I
- Reggio Emilia 1996/97 – I
- Nowy Jork 1997 – I-II
- Wilno 1997, memoriał Mikenasa – I
- Buenos Aires 1998 – I-V
- Polanica-Zdrój – III-VI (turniej XVII kat. FIDE)
- Pampeluna 1998/99 – II
- Cutro 1999 – I
- Lwów 2000 – II (turniej XVII kat. FIDE)
- Szanghaj 2000 – I-II
- Barlinek 2001 – I-III
- Szanghaj 2001 (Tan Chin Nam Cup) – I-III (turniej XVI kat. FIDE)
- Kavala 2001 – I-II
- Bad Wiessee 2001 – I-IV
- Wijk aan Zee 2002 (turniej B) – I
- Budapeszt 2004 – I
- Mérida 2005 (memoriał Carlosa Torre Repetto) – II
- Vlissingen 2006 – I
- Wijk aan Zee 2007 (turniej C) – I
- Ostrawa 2007 – I (turniej XVI kat. FIDE)
- Helsingør (Politiken Cup) 2007 – I-V
- Bombaj (Mayor’s Cup) 2008 – I-VI
- Hilversum 2009 – I-IV
- Vlissingen 2009 – I
- Sztokholm (Rilton Cup) 2012/13 – I
- Vlissingen 2013 – I-IV
- Moskwa 2014 (open) – I-IV
- Warszawa 2014 (memoriał Mieczysława Najdorfa) – I-VII
- Vlissingen 2014 – I-IV
- Porticcio 2017 – I
- Dhaka 2021 - I
- Porticcio 2023 – I-II

## Najważniejsze sukcesy wszachach szybkichibłyskawicznych
- Puchar ZSRR (Tallinn, 1988) – I-II m. ex aequo
- mistrzostwa Europy (Gijon, 1988) – IV-VII m.
- Puchar ZSRR (Lwów, 1990) – I m.
- Puchar WNP (Moskwa, 1991) – I m.
- otwarty Puchar Rosji (Moskwa, 1997) – I m.
- dwa złote (1999, 2001) oraz brązowy (2000) medal w mistrzostwach Polski w szachach błyskawicznych
- srebrny medal (2015) w mistrzostwach Polski w szachach szybkich

## Życie prywatne
Żoną Michała Krasenkowa jest mistrzyni międzynarodowa Elena Krasenkowa.

## Publikacje
- The Open Spanish, Cadogan Books, Londyn 1995, ISBN 1-85744-141-9.
- The Sveshnikov Sicilian, Cadogan Books, Londyn 1996, ISBN 1-85744-123-0.
- Finding chess jewels. Everyman Chess, Londyn 2013, ISBN 978-1-78194-154-6.
- Learn from Michal Krasenkow. Landegem, Thinkers Publishing, 2019, ISBN 978-9-49251-046-4.